# 營山李氏家族墓
營山李氏家族墓位於四川省南充市營山縣，文物遺址年代判定為清代。2007年6月1日公佈為四川省第七批文物保護單位。